# Polsko-Francuska Nagroda Naukowa im. Marii Skłodowskiej i Pierre’a Curie
Polsko-Francuska Nagroda Naukowa im. Marii Skłodowskiej i Pierre'a Curie – nagroda przyznawana od 2019 r. przez Fundację na rzecz Nauki Polskiej i francuskie Ministerstwo Szkolnictwa Wyższego, Badań Naukowych i Innowacji we współpracy z Francuską Akademią Nauk. Laureatami są dwaj naukowcy: jeden z Polski i jeden z Francji. Zwycięzcy otrzymują 15 tys. euro.

## Laureaci
- 2019: Marcin Szwed i Laurent Cohen, Jakub Zakrzewski i Dominique Delande[2]
- 2022: Grzegorz Pietrzyński, Pierre Kervella[3]